# Nick Drake
Nicholas Rodney «Nick» Drake (Rangún, Birmania; 19 de junio de 1948-Warwickshire, Inglaterra; 25 de noviembre de 1974) fue un cantautor y músico británico, su trabajo es muy apreciado en la actualidad por los críticos y por otros músicos, y es considerado uno de los más grandes artistas del siglo XX.
El instrumento principal de Drake fue la guitarra, pero también sabía tocar el piano, el clarinete y el saxofón. Drake firmó un contrato con Island Records cuando tenía 20 años, y en 1969 editó su primer álbum, Five Leaves Left. Editó otros dos discos, pero inicialmente ninguno vendió una cantidad significativa de copias, en parte debido a que Drake rehusaba realizar presentaciones en vivo y entrevistas. Drake luchó contra la depresión y el insomnio durante su vida, hecho que se reflejó en sus letras. Tras completar su tercer álbum, Pink Moon (editado en 1972), dejó de tocar y grabar y se fue a vivir a la casa de sus padres en Warwickshire.
Drake cursó Literatura Inglesa en la Universidad de Cambridge, pero abandonó sus estudios nueve meses antes de terminarlos para dedicarse a su carrera musical. Murió el 25 de noviembre de 1974 a los 26 años de edad, como resultado de una sobredosis de antidepresivos que tomaba para poder dormir. No ha podido establecerse si su muerte fue accidental o suicidio. Pasó los últimos años de su vida sumido en una honda depresión, por la que llegó incluso a ser hospitalizado.
Si bien no recibió reconocimiento en vida, en la actualidad es considerado un artista de culto, y ha influido a músicos como Badly Drawn Boy, Robert Smith (de The Cure), Peter Buck (de R.E.M.), Kate Bush, Paul Weller, The Black Crowes, Mikael Åkerfeldt (de Opeth) y Claudio Yuraq. En 1985 The Dream Academy llegó a las listas británicas y estadounidenses con "Life in a Northern Town", una canción sobre Drake y dedicada a él. La primera biografía sobre Drake fue escrita en 1997 y al año siguiente se editó un documental llamado A Stranger Among Us.

## Biografía

### Infancia

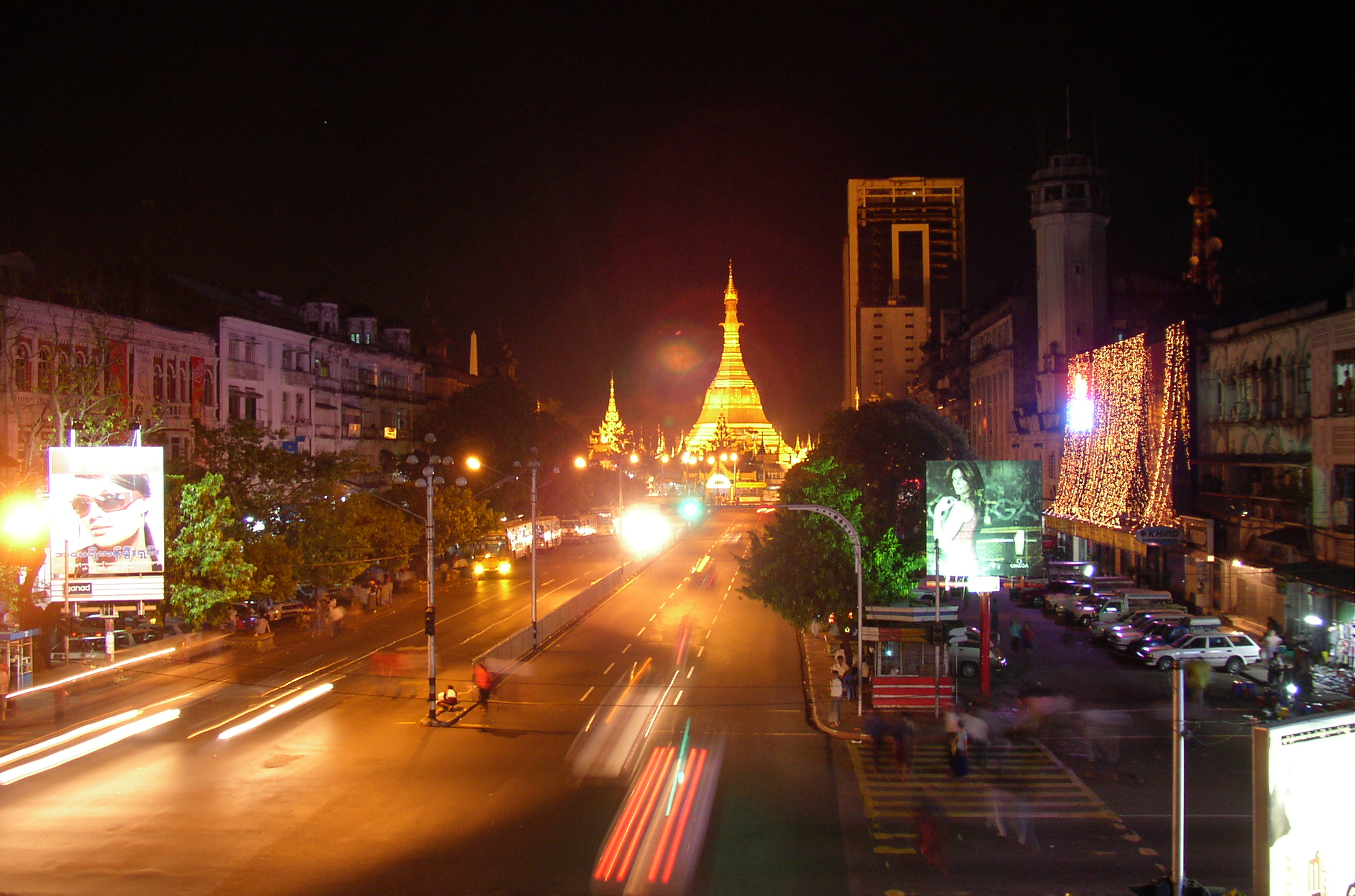
La ciudad de Rangún, lugar de nacimiento de Nick Drake

Nicholas Rodney Drake nació el 19 de junio de 1948 en Rangún (Birmania), donde residía su familia por motivos laborales de su padre Rodney (1908–1988), quien se había ido a vivir allí a principios de los años 30 para trabajar como ingeniero en la Bombay Burmah Trading Corporation. En 1934, Rodney conoció a Mary Lloyd (1916–1993), llamada Molly por su familia. Rodney le propuso casamiento en 1936, aunque la pareja debió esperar un año hasta que Molly cumpliera 21 años para que la familia le permitiera casarse. En 1950 regresaron a Warwickshire (Inglaterra) para vivir en una casa llamada Far Leys. Drake tenía una hermana mayor, Gabrielle, que posteriormente se convertiría en una exitosa artista de cine y televisión. Sus dos padres tenían un interés por la música y ambos compusieron piezas. Las grabaciones de Molly que salieron a la luz tras su muerte son consideradas similares en tono y perspectiva a las composiciones de su hijo: ambos tenían una frágil forma de cantar, y tanto Gabrielle como el biógrafo Trevor Dann notaron que en su música había un paralelismo en cuanto a que generaban una sensación de premonición y fatalismo. Animado por Molly, Drake aprendió a tocar piano a una temprana edad, y comenzó a componer sus propias canciones, que grababa en cintas magnéticas.
En 1957 Drake ingresó en la Eagle House School, un internado de Berkshire. Cinco años más tarde asistió al Marlborough College, una public school en Wiltshire a la que habían concurrido su padre, su abuelo y su bisabuelo. Allí desarrolló un interés por los deportes: llegó a ser un muy buen velocista en carreras de 100 y 200 yardas y fue por un tiempo el capitán del equipo de rugby de la escuela. Sus amigos de ese período consideran que, aunque distante, era seguro de sí mismo y "discretamente autoritario". Según su padre, uno de los reportes del director de la escuela afirmaba que "nadie parecía conocerlo muy bien", y que eso era algo común.
Drake tocaba el piano en la orquesta de la escuela, y aprendió a tocar el clarinete y el saxofón. Entre 1964 y 1965 formó una banda llamada The Perfumed Gardeners junto a otros cuatro amigos del colegio. Él tocaba principalmente el piano, aunque en ocasiones aportaba su voz y tocaba el saxofón. El grupo tocaba covers de jazz y de artistas de Pye Records, y también canciones de The Yardbirds y Manfred Mann. Chris de Burgh pidió integrarse al grupo, pero no lo dejaron  porque consideraron que sus gustos eran "demasiado pop". Mientras tanto, el rendimiento académico de Drake comenzó a deteriorarse y, aunque había adelantado un año en el Eagle House, en Marlborough dejó de ocuparse de sus estudios para dedicarse más a la música. En 1965 Drake pagó 13 libras por su primera guitarra acústica, y pronto comenzó a experimentar con diversas técnicas de afinación.

### Universidad

Fitzwilliam College, en Cambridge.

En 1966, Drake consiguió una beca para estudiar literatura inglesa en el Fitzwilliam College de la Universidad de Cambridge, aunque retrasó su ingreso para pasar seis meses en la Universidad de Aix-Marseille de Francia. Durante su estancia en Aix, comenzó a practicar seriamente con la guitarra y a tocar con amigos en el centro de la ciudad para ganarse unas propinas. Drake comenzó a fumar cannabis, y esa primavera viajó a Marruecos junto a sus amigos, ya que según su acompañante Richard Charkin, "ahí era donde se conseguía la mejor hierba". Drake probablemente consumió LSD por primera vez en su estadía en Aix, y sus letras de ese período (como la de la canción "Clothes of Sand") sugieren un interés en los alucinógenos.
Tras retornar a Inglaterra, se mudó al piso de su hermana en Hampstead (Londres), antes de ingresar en Cambridge en octubre. Sus profesores lo consideraban un alumno brillante, pero sin entusiasmo y con poca dedicación al estudio. Según Dann, Drake tenía dificultades para relacionarse tanto con el personal de la universidad como con el resto de compañeros. Cambridge ponía mucho énfasis en sus equipos de rugby y cricket, pero Drake había perdido interés en las actividades deportivas, prefiriendo quedarse en su habitación fumando cannabis, y escuchando y tocando música. En septiembre de 1967 conoció a Robert Kirby, un estudiante de música que posteriormente se encargaría de orquestar los arreglos de cuerda y vientos de los primeros dos álbumes de Drake. Para entonces, Drake había descubierto la escena de música folk inglesa y estadounidense, y había sido influenciado por artistas como Bob Dylan, Josh White y Phil Ochs. Fue entonces cuando comenzó a presentarse en clubes londinenses, y en febrero de 1968, mientras actuaba como soporte de Country Joe & The Fish en Camden Town, causó una buena impresión en Ashley Hutchings, bajista del grupo de folk inglés Fairport Convention, quien no solo fue impresionado por su técnica con la guitarra, sino también por "su imagen. Parecía una estrella".
Hutchings le presentó al productor estadounidense Joe Boyd, dueño de la compañía Witchseason Productions, que tenía un contrato con Island Records. Boyd fue quien descubrió a Fairport Convention y fue el responsable de introducir a John Martyn y a The Incredible String Band al mainstream, por lo que era una figura importante y respetada en la escena inglesa de folk. Ambos formaron un vínculo inmediatamente, y el productor actuó como mentor de Drake durante su carrera. Boyd le ofreció un contrato tras escuchar una demo casera que Drake grabó en la primavera de 1968. Según Boyd, "a la mitad de la primera canción, sentí que era algo especial", por lo que le propuso la grabación de un álbum. Paul Weller, amigo de Drake, dijo en una entrevista de 2004 que recordaba la excitación de Drake, quien había decidido no completar su tercer año en Cambridge.

### Five Leaves Left
Drake comenzó a grabar su álbum debut, Five Leaves Left, en 1968, con Boyd como productor. Las sesiones se llevaron a cabo en el estudio Sound Techniques de Londres, y Drake no iba a sus clases de la universidad para viajar hacia la capital en tren. Inspirado por la producción del primer álbum de Leonard Cohen, a cargo de John Simon, Boyd quería que la voz de Drake fuese grabada con el mismo estilo cercano e íntimo, "sin reverberaciones de pop brillante". También quería incorporar arreglos de cuerda similares a los de ese álbum, "sin abrumar o sonar cursi". Como soporte Boyd llamó a varios contactos que tenía en la escena de folk rock londinense, como el guitarrista de Fairport Convention Richard Thompson y al bajista de Pentangle, Danny Thompson. También convocó a John Wood como ingeniero y a Richard Hewson para que se encargara de los arreglos de cuerda.
Las primeras grabaciones no marchaban bien: las sesiones eran irregulares y apresuradas y tenían lugar durante el período de inactividad del estudio en medio de la grabación del álbum Unhalfbricking, de Fairport Convention. Además, surgieron algunas tensiones entre el artista y el productor sobre la dirección que debía tomar el álbum: mientras que Boyd quería adoptar el enfoque de George Martin de "usar el estudio como un instrumento", Drake prefería un sonido más orgánico. Según Dann, Drake parece "tenso y ansioso" en los bootlegs de esas sesiones. Ninguno estaba muy satisfecho con las contribuciones de Hewson, a las que consideraban demasiado cercanas al mainstream en relación con las canciones de Drake, quien sugirió reemplazarlo por su amigo Robert Kirby, aunque Boyd mostró escepticismo debido a que era un estudiante de música sin experiencia previa en grabaciones, pero al ver que Drake se mantenía firme en su postura, aceptó darle un período de prueba. Kirby le había mostrado previamente a Drake algunos arreglos para sus canciones, y se encargó de proveer la partitura utilizada en la versión definitiva del álbum. Sin embargo, Kirby no se tenía suficiente confianza para encargarse de los arreglos de la canción "River Man", por lo que Boyd debió estirar el presupuesto de Witchseason para contratar al veterano compositor Harry Robinson, a quien solicitaron un arreglo que recordara a compositores como Frederick Delius y Maurice Ravel.
Debido a algunos problemas de postproducción, el lanzamiento se retrasó varios meses y el álbum no fue lo suficientemente bien comercializado y promocionado. Hubo pocas reseñas en la prensa especializada, que lo trataron con indiferencia. En julio Melody Maker se refirió al disco como "poético" e "interesante", mientras que NME publicó en octubre que no era lo suficientemente variado como para ser entretenido. El álbum tampoco tuvo buena difusión en la radio, aunque John Peel, DJ de la BBC, ocasionalmente pasaba algunas canciones. Drake no quedó satisfecho con el libro de canciones, que tenía la lista de temas impresa en un orden incorrecto y reproducía versos que no aparecían en las versiones grabadas en el álbum. En una entrevista, su hermana Gabrielle comentó: "Era muy reservado. Yo sabía que estaba haciendo un álbum pero no en qué etapa de producción estaba, hasta que entró a mi habitación y dijo: 'Ahí lo tienes'. ¡Lo tiró en la cama y se fue!".

### Mudanza a Londres y grabación deBryter Layter
Drake abandonó sus estudios en Cambridge nueve meses antes de graduarse, y en el otoño de 1969 se mudó a Londres para concentrarse en su carrera como músico, a pesar de que su padre le escribió largas cartas mencionándole las desventajas de dejar la universidad. Drake pasó sus primeros meses en diversos lugares de la capital inglesa: a veces se quedaba en el piso de su hermana en Kensington, pero generalmente dormía en casas de amigos, en sofás o en el suelo. Finalmentemente, para que Drake tuviese estabilidad y un número telefónico, Boyd le consiguió una habitación con baño compartido en Belsize Park, Camden.
En agosto Drake grabó tres canciones sin acompañamiento para el programa de John Peel en la BBC. Dos meses más tarde abrió un show de Fairport Convention en el Royal Festival Hall de Londres, y posteriormente realizó dos apariciones en vivo en clubes de música folk de Birmingham y Hull. Recordando su presentación en Hull, el cantante de folk Michael Chapman comentó que no fue bien recibido por la audiencia, que "quería canciones con estribillos", y que "él no dijo ni una palabra en toda la noche". Esta experiencia contribuyó a la decisión de Drake de dejar de realizar presentaciones en vivo, y los conciertos que realizó en esa época solían ser breves, embarazosos y con poca concurrencia. Drake rara vez le hablaba a la audiencia, y debido a que algunas de sus canciones eran tocadas con diferentes afinaciones, solía hacer pausas frecuentes para afinar de nuevo su guitarra.
El segundo álbum de Drake, Bryter Layter, se editó en 1970. También producido por Boyd y con Wood como ingeniero, el álbum presentó un sonido más optimista y cercano al jazz. Debido al poco impacto comercial de su debut, Drake se alejó de su sonido pastoral y aceptó la propuesta de su productor de incluir pistas de bajo y batería en las grabaciones. "Era un sonido más pop, supongo" – dijo Boyd – "lo imaginé como más comercial". Como su predecesor, el álbum contaba con la contribución de músicos de Fairport Convention, y además contó con la participación de John Cale en dos canciones: "Northern Sky" (en la que tocó celesta, piano y órgano) y "Fly" (en la que aportó partes de clave y viola). Según Trevor Dann, aunque algunas secciones de "Northern Sky" suenan más cercanas al estilo de Cale, fue lo más cercano que tuvo Drake a una canción con potencial en las listas. En su biografía del año 1999, Cale admitió haber consumido heroína durante este período, y su amigo Brian Wells comenzó a sospechar que Drake también estaba consumiendo esa droga. A pesar de que tanto Boyd como Wood confiaban en que el álbum sería exitoso comercialmente, el mismo vendió menos de 3000 copias. Las críticas fueron nuevamente mixtas: mientras que Record Mirror elogió a Drake llamándolo "un bello guitarrista" y consideró que los arreglos eran "suaves y hermosos", Melody Maker describió al álbum como "una torpe mezcla de folk y cocktail jazz".
Poco tiempo después del lanzamiento, Boyd vendió Witchseasons a Island Records, y se mudó a Los Ángeles para trabajar en el desarrollo de bandas sonoras para películas. La pérdida de su mentor y las pocas ventas de su álbum llevaron a Drake nuevamente a un estado de depresión. Su actitud en Londres había cambiado: se sentía poco feliz viviendo en soledad y se lo había visto nervioso e incómodo en sus conciertos de principios de 1970. En junio, Drake dio uno de sus últimos shows en el Ewell Technical College. Ralph McTell, quien también tocó esa noche, recordó que "Nick estaba monosilábico. En ese show en particular estaba muy tímido. Hizo su primer set y algo horrible debe haber pasado. Estaba tocando "Fruit Tree", y se fue del escenario en medio de la canción". Su frustración se convirtió en depresión, y en 1971 su familia lo convenció de que visitara a un psiquiatra en el St Thomas's Hospital de Londres, donde le recetaron varios antidepresivos, pero se sentía incómodo y avergonzado de tomarlos, y trataba de ocultárselo a sus amigos. Sabía bastante de drogas para preocuparse por sus efectos secundarios, y estaba preocupado sobre como reaccionarían al mezclarse con su frecuente consumo de cannabis.

### Pink Moon
Island Records quería que Drake promocionara a Bryter Layter por medio de entrevistas con los medios, sesiones de radio y apariciones en vivo. Drake, quien según Kirby en ese entonces estaba consumiendo "increíbles cantidades" de cannabis y mostrando "las primeras señales de psicosis", se negó a hacerlo. Decepcionado por la recepción de su segundo álbum, también comenzó a alejarse de su familia y de sus amigos, y rara vez dejaba su departamento, excepto para dar algún concierto o para comprar drogas. Según su hermana Gabrielle, "él una vez me dijo que todo empezó a ir mal desde ese momento".
Si bien Island no esperaba ni quería un tercer álbum, Drake se acercó a Wood en octubre de 1971 para comenzar a trabajar en lo que sería su último álbum. Las sesiones solo contaron con la presencia de Drake y de su ingeniero en el estudio, y la grabación se produjo en dos noches. Las sombrías canciones de Pink Moon son cortas y el álbum, formado por once canciones, solo dura 28 minutos, una duración "adecuada" según Wood. Drake no se había mostrado satisfecho con el sonido de su trabajo anterior, ya que pensaba que los arreglos de cuerdas, vientos y saxofón lo hacían sonar "muy lleno, muy elaborado". Drake no tiene acompañamiento en Pink Moon, excepto un piano en la pista titular. Según Wood, Drake estaba decidido a hacer un álbum muy austero y minimalista: "definitivamente quería que fuera él sobre todo. Y creo que, en algunos aspectos, Pink Moon se parece más a Nick que los otros dos álbumes". Según Richie Unterberger, Pink Moon es "una de las declaraciones más sombrías en todo el rock".
Cuando se completó el álbum, Drake llevó la cinta máster a la recepción del edificio de Island Records, la dejó sobre el escritorio de un recepcionista y se fue sin decir una palabra. Las cintas quedaron allí todo el fin de semana, hasta que fueron halladas la semana siguiente. Pink Moon vendió aún menos copias que sus predecesores, aunque recibió reseñas favorables. En la revista Zigzag, Connor McKnight escribió que "Nick Drake es un artista que nunca finge. Este álbum no le da concesiones a la teoría de que la música debe ser escapista. Es simplemente la forma de ver la vida de un músico en ese momento, y no puedes pedir más que eso."
El fundador de Island Records Chris Blackwell sintió que Pink Moon tenía el potencial de llevar a Drake a una audiencia masiva; sin embargo, su personal estaba decepcionado por la reticencia de Drake a la hora de participar en actividades promocionales. Sin embargo, Boyd insistió para que Drake aceptara ser entrevistado por Jerry Gilbert de la revista Sounds, la cual fue la única entrevista con Drake que se publicó. En ella, el "tímido e introvertido cantante de folk" habló de su disgusto por tocar en vivo y de no mucho más: "no había conexión alguna", según Gilbert. "No creo que haya hecho contacto visual conmigo ni una sola vez". Desanimado y convencido de que nunca podría volver a escribir canciones de nuevo, Drake decidió retirarse del mundo de la música, y consideró diversas carreras, incluyendo la posibilidad de incorporarse al ejército.

### Regreso a casa
En los meses posteriores al lanzamiento de Pink Moon, Drake se volvió cada vez más distante de sus conocidos, y regresó a casa de sus padres. A pesar de que no quería hacerlo, sentía que era necesario debido a sus problemas. Su retorno le causó dificultades a su familia: según su hermana Gabrielle, "los días buenos en la casa de mis padres eran días buenos para Nick, y los días malos eran días malos para Nick. Allí su única fuente de ingresos eran 20 libras a la semana que recibía de Island Records, y su situación económica llegó a tal punto que no podía comprarse zapatos. En ocasiones desaparecía por varios días, apareciendo sin aviso en la casa de sus amigos, retraído y reservado. Robert Kirby describió una visita típica: "llegaba y no hablaba, se sentaba, escuchaba música, fumaba, bebía algo, dormía ahí a la noche y dos o tres días después no estaba ahí, se había ido. Y tres meses después volvía."
Refiriéndose a este período, John Martyn (quien en 1973 escribió la canción que da título a su álbum Solid Air para y sobre Drake) lo describió como la persona más reservada que había conocido. A veces se llevaba el auto de su madre y conducía durante horas sin rumbo, hasta que se quedaba sin combustible y se veía obligado a llamar a sus padres para que lo fueran a buscar. Según sus amigos, su apariencia cambió durante este período, y en ocasiones se negaba a lavarse el pelo o a cortarse las uñas. A principios de 1972 sufrió una crisis nerviosa y fue hospitalizado por cinco semanas.
En febrero de 1974 Drake volvió a contactar con John Wood para decirle que estaba listo para comenzar a trabajar en un cuarto álbum. Boyd estaba en Inglaterra en ese momento y aceptó ir a las grabaciones. Esta sesión inicial fue seguida por otras en julio. En su autobiografía de 2006, el productor recuerda su sorpresa al ver la ira y amargura de Drake: "[Él decía que] yo le había dicho que él era un genio, y otros estaban de acuerdo. ¿Por qué no era famoso y rico? Esta cólera debe haber estado fermentando bajo este exterior inexpresivo durante años." Tanto Boyd como Wood notaron un deteriorio perceptible en la capacidad de interpretación de Drake. Según Boyd "era escalofriante. Era realmente aterrador. Estaba tan...estaba en tal mal estado que no podía cantar y tocar la guitarra al mismo tiempo." Sin embargo, el regreso al estudio de Sound Techniques le levantó la moral a Drake; su madre comentaría años después que: "estábamos absolutamente encantados pensando que Nick estaba feliz, porque no había habido felicidad en la vida de Nick durante años."

### Muerte
En el otoño de 1974 Drake dejó de recibir dinero de Island, y seguía alejado de sus amigos debido a su depresión. En esta época intentó mantenerse en contacto con Sophia Ryde, a quien había conocido en Londres en 1968. Ryde ha sido descrita por los biógrafos de Drake como lo "más cercano" a una novia que tuvo Drake, aunque ella prefiere ser considerada su mejor amiga. En una entrevista del año 2005, Ryde reveló que una semana antes de la muerte de Drake, ella había intentado cortar la relación: "No pude sobrellevarlo. Le pedí algo de tiempo. Y nunca lo volví a ver". Al igual que con la relación que Drake tuvo previamente con otra artista de folk, Linda Thompson, la relación con Ryde nunca se consumó. En octubre de 1974 Drake viajó a Francia para contactar a la cantante y actriz Françoise Hardy, quien en una ocasión consideró la posibilidad de grabar un álbum con sus canciones.

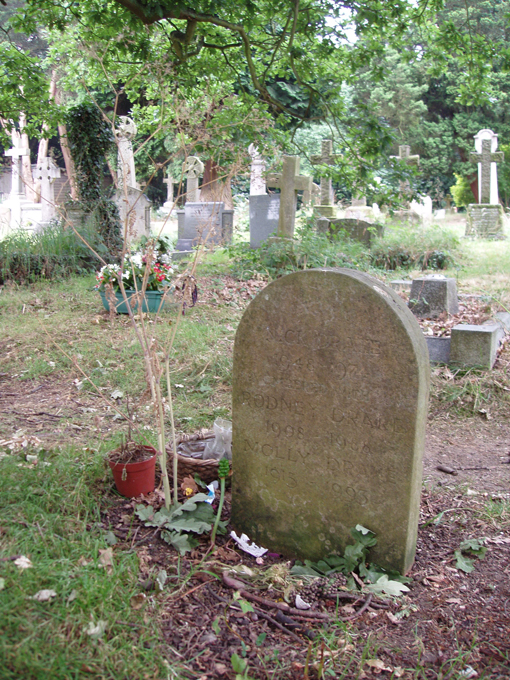
Sepultura de Nick Drake. La lápida contiene como epitafio una frase de la letra de "From the Morning", la última canción de su último álbum ("Now we rise / And we are everywhere").

En las primeras horas del 25 de noviembre de 1974, Nick Drake murió en la casa de sus padres por una sobredosis de amitriptilina, un tipo de antidepresivo. La noche anterior había ido a dormir temprano, tras pasar la tarde de visita con un amigo. Cerca del amanecer dejó su habitación para ir a la cocina. Su familia estaba acostumbrada a oírle hacer eso, pues solía hacerlo con frecuencia, pero en esta ocasión no emitió ningún sonido. Pensaron que estaba tomando un tazón de cereales. Poco después volvió a su habitación y tomó algunas pastillas "para ayudarle a dormir". Drake solía sufrir insomnio y frecuentemente se quedaba despierto toda la noche, tocando y escuchando música, antes de dormir hasta la mañana siguiente. Recordando los eventos de esa noche, su madre posteriormente afirmó: "No solía molestarlo en absoluto. Pero eran las doce en punto, y entré, porque realmente parecía que era la hora de que se levantara." Así fue como lo encontró muerto. No había ninguna nota de suicidio, aunque cerca de su cama se encontró una carta para Ryde.
En la investigación que tuvo lugar durante el mes siguiente, el juez de instrucción afirmó que la causa de la muerte fue un envenenamiento agudo causado por su antidepresivo, y concluyó que había sido un suicidio. Sin embargo, algunos integrantes de la familia de Drake discrepan. Rodney describió la muerte de su hijo como inesperada y extraordinaria; sin embargo, en una entrevista de 1979 admitió que siempre estaba preocupado por su hijo debido a su depresión: "Solíamos esconder aspirinas y pastillas y esas cosas." Boyd ha afirmado que prefiere pensar que la sobredosis fue accidental, y ha mencionado que según sus padres su estado de ánimo en las semanas previas era muy positivo, y que había planeado mudarse nuevamente a Londres para recomenzar su carrera musical. Boyd piensa que este período de ligereza pudo haber sido acompañado posteriormente por una nueva "caída en la desesperación", y que es posible que Drake haya tomado una alta dosis de sus antidepresivos intentando recuperar esa sensación de optimismo. Por eso prefiere imaginar a Drake "haciendo una arremetida por la vida en lugar de una rendición calculada a la muerte". En 1975 el periodista de NME Nick Kent comentó la ironía de que Drake hubiera  muerto en un momento en que comenzaba a retomar un sentido de "balance personal". Por su parte, Gabrielle Drake ha afirmado que prefiere pensar que Drake se suicidó, "en el sentido de que prefiero que haya muerto porque quería a que haya sido el resultado de un error trágico. Eso me parecería terrible..."
El 2 de diciembre de 1974, tras una ceremonia en la Iglesia de Santa María Magdalena de Tanworth-in-Arden, Drake fue incinerado en el Crematorio de Solihull y sus cenizas fueron enterradas posteriormente bajo un roble en el cementerio contiguo a esa iglesia. Aproximadamente 50 personas concurrieron al funeral, incluyendo amigos de Marlborough, Aix, Cambridge, Londres, Witchseason y Tanworth. En referencia a la tendencia de Drake a mantener a sus conocidos separados entre sí, Brian Wells comentó posteriormente que muchos se conocieron por primera vez esa mañana. Según Molly "muchos de sus jóvenes amigos vinieron. A muchos de ellos no los conocíamos." Hechos sin trascendencia cuando el misterio de su arte de Nick Drake supera a los hechos reales. Ėl era un observador del mundo. Por eso se reía de la fama y no daba conciertos.

## Popularidad póstuma y lanzamientos posteriores
Cuando Drake murió, no hubo obituarios en la prensa, documentales o recopilaciones. El músico siguió siendo poco conocido durante el resto de los años 70, aunque su nombre comenzó a aparecer ocasionalmente en los medios especializados. En un principio, Island Records vio poco valor comercial en su catálogo, pero al mismo tiempo, los padres de Drake comenzaron a recibir a un número cada vez mayor de fanáticos en su casa. En 1979 Rob Partridge se unió a Island Records y encargó la publicación del box set Fruit Tree. Partridge era fanático de Drake, y lo había visto en vivo en 1969: "La primera cosa que hice cuando llegué a Island fue sugerir que armáramos una retrospectiva: los álbumes de estudio más todo lo demás que hubiera." Fruit Tree es una caja con los tres álbumes que Drake editó en vida, más un disco con las cuatro canciones grabadas en 1974 con Wood y otros trabajos inéditos; contiene además de una extensa biografía escrita por el periodista estadounidense Arthur Lubow. Sin embargo, el set vendió pocas copias y recibió poca atención de los medios, por lo que fue eliminado del catálogo de Island en 1983.
La reputación de Drake siguió aumentando, y a fines de los años 80 su nombre aparecía regularmente en periódicos y revista de música inglesas. y aunque aún seguía siendo una figura de culto, ya no era desconocido, y se había convertido en un representante de cierto tipo de "héroe romántico condenado" para muchos. En 1986 se reeditó Fruit Tree, y en ese mismo año el último disco del set se editó por separado como Time Of No Reply.
A principios de 1999, BBC2 emitió un documental titulado A Stranger Among Us — In Search of Nick Drake. Al año siguiente, el director neerlandés Jeroen Berkvens lanzó un documental llamado A Skin Too Few: The Days of Nick Drake, que incluía entrevistas con Boyd, Gabrielle Drake, Wood y Kirby. Más tarde en ese mismo año, The Guardian ubicó a Bryter Layter en el primer puesto de su lista "Alternative top 100 álbumes ever". La revista Rolling Stone colocó los tres álbumes que editó Drake en su vida en su lista "500 Greatest Albums of All Time". Bryter Layter figura en el puesto 245, Five Leaves Left en el 283 y Pink Moon, en el 320. En el año 2000, Volkswagen usó la canción que da título a Pink Moon para un anuncio publicitario en Estados Unidos, lo que provocó un aumento en la venta de los discos de Drake, e hizo que Pink Moon alcanzara el quinto puesto en la lista de ventas de Amazon.com. Desde fines de los años 1990, la música de Drake comenzó a aparecer en la banda sonora de muchas películas de Hollywood, como Hideous Kinky, The Royal Tenenbaums, Serendipity y Garden State.
El artista de folk Tom Flannery grabó un álbum en 2002 titulado Drinking With Nick Drake. En 2004, siendo Drake ya un artista de culto y a punto de cumplirse 30 años de su muerte, se publicó Made to Love Magic, un álbum que contiene grabaciones inéditas de algunas de sus canciones, arreglos añadidos a otras y un tema nuevo inédito, "Tow the Line", que formó parte de las últimas grabaciones de Drake (junto a las cuatro canciones que ya habían sido editadas). Este lanzamiento le permitió a Drake lograr su primer ingreso a las listas cuando dos sencillos ("Magic" y "River Man") llegaron a la parte media de las listas británicas. Posteriormente en ese mismo año la BBC emitió un documental de radio sobre Drake narrado por Brad Pitt.
El crítico Ian MacDonald ilustró la creciente popularidad de Drake de este modo: "A principios de los ochenta me distancié de la escena musical. Cuando retorné, me sorprendí al descubrir que Nick se estaba volviendo famoso." Debido al hecho de que logró más popularidad tras su muerte que durante su vida, muchos críticos sostienen que la letra de "Fruit Tree", canción de Five Leaves Left, predice su destino.

## Influencia
Considerado actualmente un artista de culto, Drake ha servido de inspiración a músicos como Blur, Elliott Smith, Robert Smith (líder de The Cure), Peter Buck (guitarrista de R.E.M.), Badly Drawn Boy, Kate Bush, Paul Weller, Elton John, Tom Verlaine, Jackson Browne, Will Oldham, y The Black Crowes. John Martyn, quien conoció a Drake, escribió la canción que da título a su álbum Solid Air sobre él.
A mediados de los años 80, muchos artistas comenzaron a mencionar a Drake como una de sus influencias, entre ellos Peter Buck de R.E.M. y Robert Smith de The Cure, quien afirma que el origen del nombre de su grupo proviene de una frase ("a troubled cure for a troubled mind") de la letra de "Time Has Told Me", canción del álbum debut de Drake. Otros artistas como Paul Weller y Elton John (quien antes de ser famoso grabó un demo con canciones de Drake) han sido influenciados por su obra. Luca Prodan le dedicó su "Nick's Song", y reversionó "Solid Air". En 1985 The Dream Academy lanzó el sencillo "Life in a Northern Town", canción dedicada a Drake, mientras que otros artistas como Tom Verlaine (exintegrante de Televisión) manifestaron su admiración por Drake y un exmiembro de Duran Duran, Stephen Duffy, llamó a su nueva banda "The Lilac Time" en referencia a una frase de su canción "River Man". En los últimos años, muchos artistas, incluyendo Lucinda Williams, Badly Drawn Boy, Lou Barlow y Mark Eitzel, han mencionado a Drake como una de sus influencias.
Algunos artistas contemporáneos han versionado canciones de Drake. Norah Jones grabó su propia versión de "Day is Done", al igual que Elton John, que también versionó "River Man", "Way to Blue" y "Poor Boy". Brad Mehldau también hizo covers de "River Man" y "Poor Boy", mientras que el grupo The Mars Volta interpretó "Things Behind the Sun". Daniel Cavanagh, guitarrista de Anathema, editó un álbum de edición limitada titulado A Place To Be: a Tribute to Nick Drake, en el que versiona once de sus canciones. La banda sueca The Soundtrack of Our Lives en su nuevo álbum Communion ha incluido un cover de la canción "Fly" de Drake.
También el grupo granadino Los Planetas en su doble CD "Canciones para una Orquesta Química" versionan "Cielo del Norte (Northern Sky)".
El cantautor uruguayo Pablo Sciuto le dedicó el tema "Canción Azul" inspirado en su última estancia en París.

## Obra

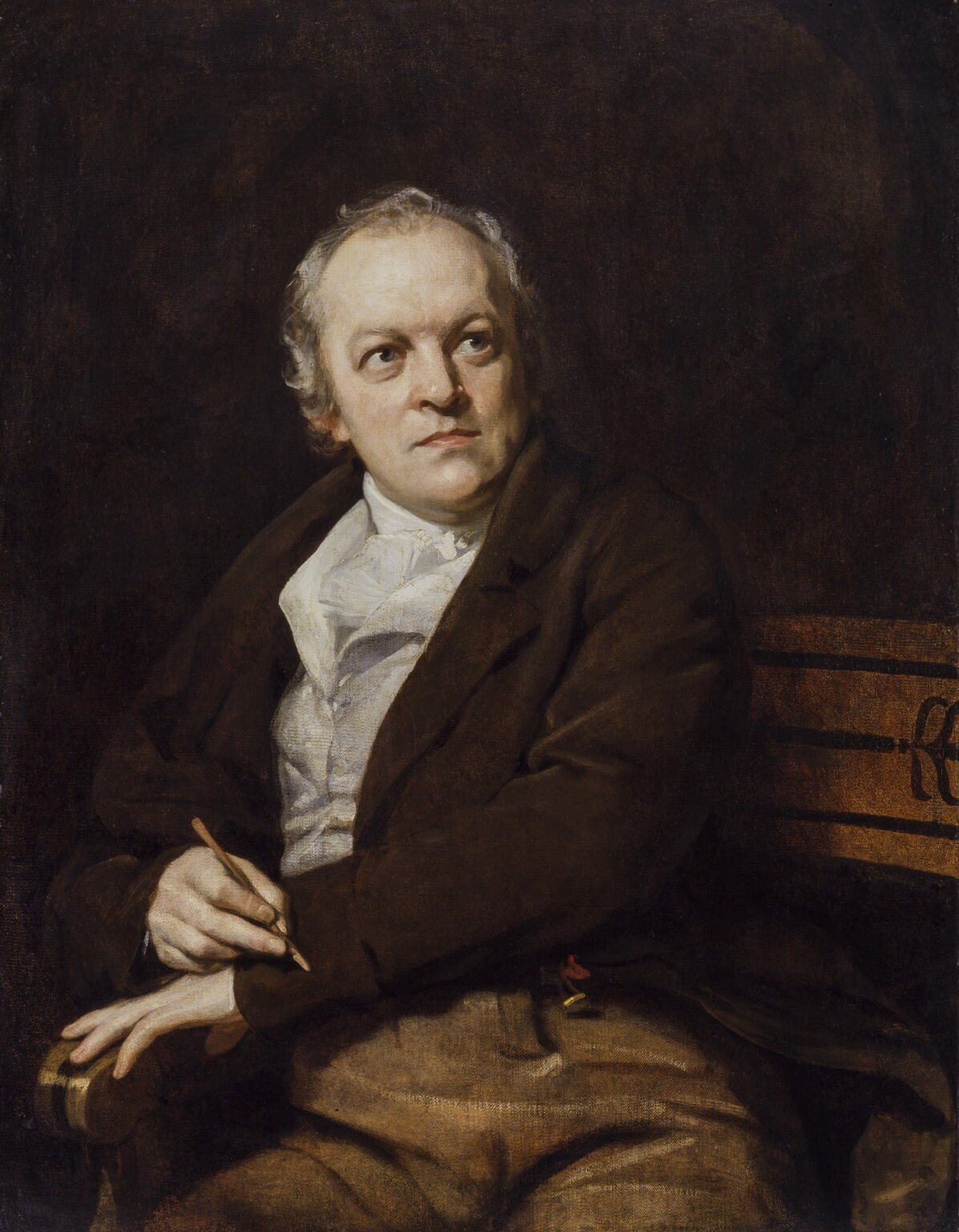
William Blake, uno de los poetas favoritos de Drake.

Drake publicó sólo tres álbumes en vida: Five Leaves Left (1969), Bryter Layter (1970) y Pink Moon (1972). Five Leaves Left se basaba en la guitarra acústica, con algunos arreglos orquestales de cuerda y viento, más bajo y batería. Bryter Layter introdujo un sonido con elementos de jazz y teclados. Pink Moon, grabado en dos sesiones de dos horas a partir de la medianoche, tiene como instrumentación, aparte de la voz de Nick Drake, tan sólo su guitarra y el piano en el tema que da título al álbum. Después de grabar este disco, Drake afirmó: "No tengo nada más que decir"[necesita citar fuentes].
Drake se inspiró en la música folk y blues, y es famoso por las extrañas afinaciones de su guitarra y por su virtuosa técnica de punteo con la mano derecha. Drake practicaba obsesivamente con la guitarra, y muchas veces se quedaba despierto por las noches experimentando con afinaciones y trabajando en sus canciones. Guitarrista autodidacta, Drake se destacó por su uso de los clústers, que suelen ser difíciles de lograr con guitarras, pero Drake lo hacía afinando su instrumento de modo que las cuerdas más bajas estuviesen afinadas más altas que las que estaban arriba de ellas. En muchas canciones acentúa el efecto disonante de estas afinaciones alternativas con sus melodías vocales.
Drake estudió literatura inglesa en Cambridge, y se sentía atraído por la obra de William Blake, William Butler Yeats y Henry Vaughan. Sin embargo, en sus letras no usa las metáforas e imágenes típicas de estas influencias, sino símbolos y códigos elementales derivados de la naturaleza. Sus letras, oscuras y enigmáticas, hablan de amor, de incomprensión, de soledad y de sueños, con la naturaleza (el mar, el viento, los árboles, la luna, la lluvia, el cielo, las estrellas y las estaciones) como constante telón de fondo, en parte debido a haber sido criado en una zona rural. En sus primeros trabajos las imágenes se basaban en el verano, pero desde Bryter Layter su lenguaje es más otoñal, evocando una estación generalmente asociada con sensaciones de pérdida y dolor. Drake escrbía más como observador que como participante: la revista Rolling Stone describió a esta separación "como si estuviese viendo su vida desde una distancia irreducible". Esta aparente incapacidad para conectarse con otros ha dado pie a muchas especulaciones sobre su sexualidad. Boyd sostiene que sus letras y música tienen una calidad "virginal", y afirma que nunca observó o escuchó al cantautor comportarse de manera sexual con persona alguna. Kirby describió las letras de Drake como "una serie de observaciones completas y extremadamente vívidas, casi como una serie de proverbios epigramáticos", aunque duda de que Drake se viera a sí mismo como a un poeta, y considera que las letras de Drake eran escritas para "complementar y componer un estado de ánimo que la melodía dicta en primer lugar".

## Discografía

### Álbumes de estudio[92]
- Five Leaves Left (1969)
- Bryter Layter (1970)
- Pink Moon (1972)

### Sencillos
- Magic (17 de mayo de 2004)
  - incluye "Northern Sky"
- River Man (13 de septiembre de 2004) 
  - incluye "Day is Done", interpretado por The Charlie Hunter Quartet con Norah Jones

### Recopilaciones[93]
- Time of No Reply (1986). Incluye temas inéditos
- Fruit Tree (1986). Discografía completa y Time of No Reply
- Heaven in a Wild Flower: An Exploration of Nick Drake (1986)
- Way to Blue: An Introduction to Nick Drake (1994)
- Made to Love Magic (2004). Incluye temas inéditos
- A Treasury (2004). Incluye el tema "Plaisir d'amour", de Jean Paul Égide Martini; no editado previamente
- Family Tree (2007). Incluye grabaciones caseras y de estudio previas a Five Leaves Left, como dos canciones de su madre Molly Drake, versiones de Dylan, Blind Boy Fuller y Jackson C Frank y temas propios.

### Bootlegs
- Tanworth-in-Arden (1967-1968): bootlegs de temas grabados en casa de Drake
- Second Grace (1968-1969):  bootleg de temas grabados en casa de Drake y en Hampstead